# 渡利バイパス

渡利バイパス（わたりバイパス）は、福島県福島市にある国道114号のバイパス道路である。

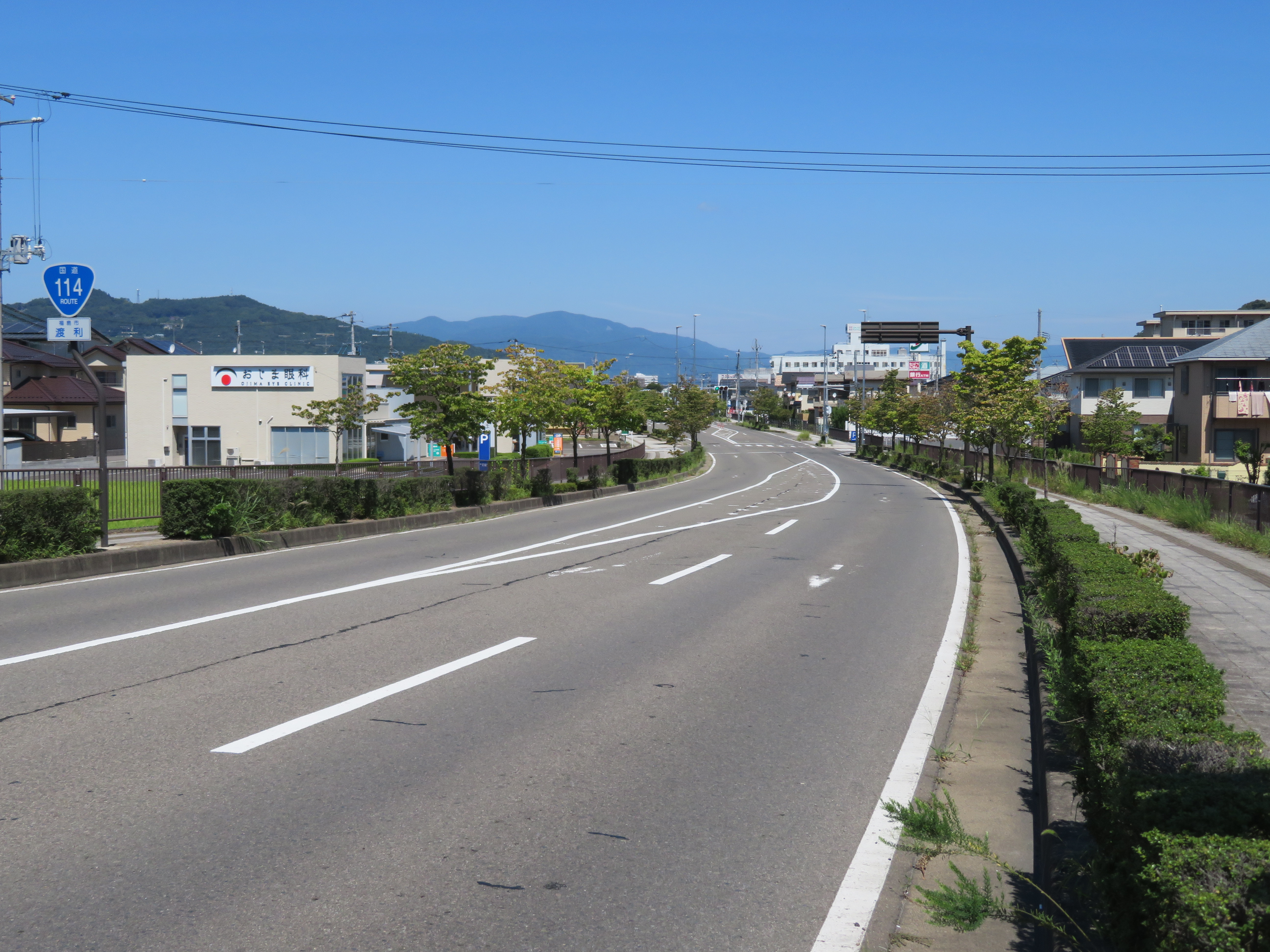
福島県福島市渡利付近

## 概要
- 起点 - 福島市豊田町
- 終点 - 福島市立子山字弥平田
- 延長 - 8.2km

従来の起点である国道4号福島南バイパス渡利弁天山交差点では福島市街地へ流入する車両の混雑が激しく、度々渋滞が発生していた。また、市内渡利・小倉寺地内では阿武隈川の渓谷を縫うような線形不良区間であり、異常時通行規制区間に指定されている（1999年度には法面の崩壊により97日間の片側通行が強いられた）。これらの解消のために1983年度より事業化され、1996年3月27日、渡利大橋の開通により起点の豊田町から渡利字岡ノ内にかけてのバイパス区間2.2 kmと、渡利字金払から終点の立子山字弥平田にかけての現道拡幅区間1.8 kmが先行開通し、2004年（平成16年）1月15日に渡利字岡ノ内から字金払までの4.2 kmが開通し、全線供用された。これに伴い、旧道区間（福島市渡利弁天山交差点 - 新道接続点）は福島市道10001号岩下金仏線に移管された。起点から渡利字沼ノ町までは片側2車線、その他は片側1車線で整備されている。また、起点から福島市腰浜町（渡利大橋北詰の当路線屈曲部の交差点）までは都市計画道路腰浜町町庭坂線の一部に指定されている。

## 道路施設

### 橋梁
渡利大橋
岩谷橋
中山大橋
- 全長…183.0m
  - 主径間…70.0m
- 幅員…6.5（14.0）m
- 形式…3径間鋼連続非合成箱桁橋
- 竣工…2000年

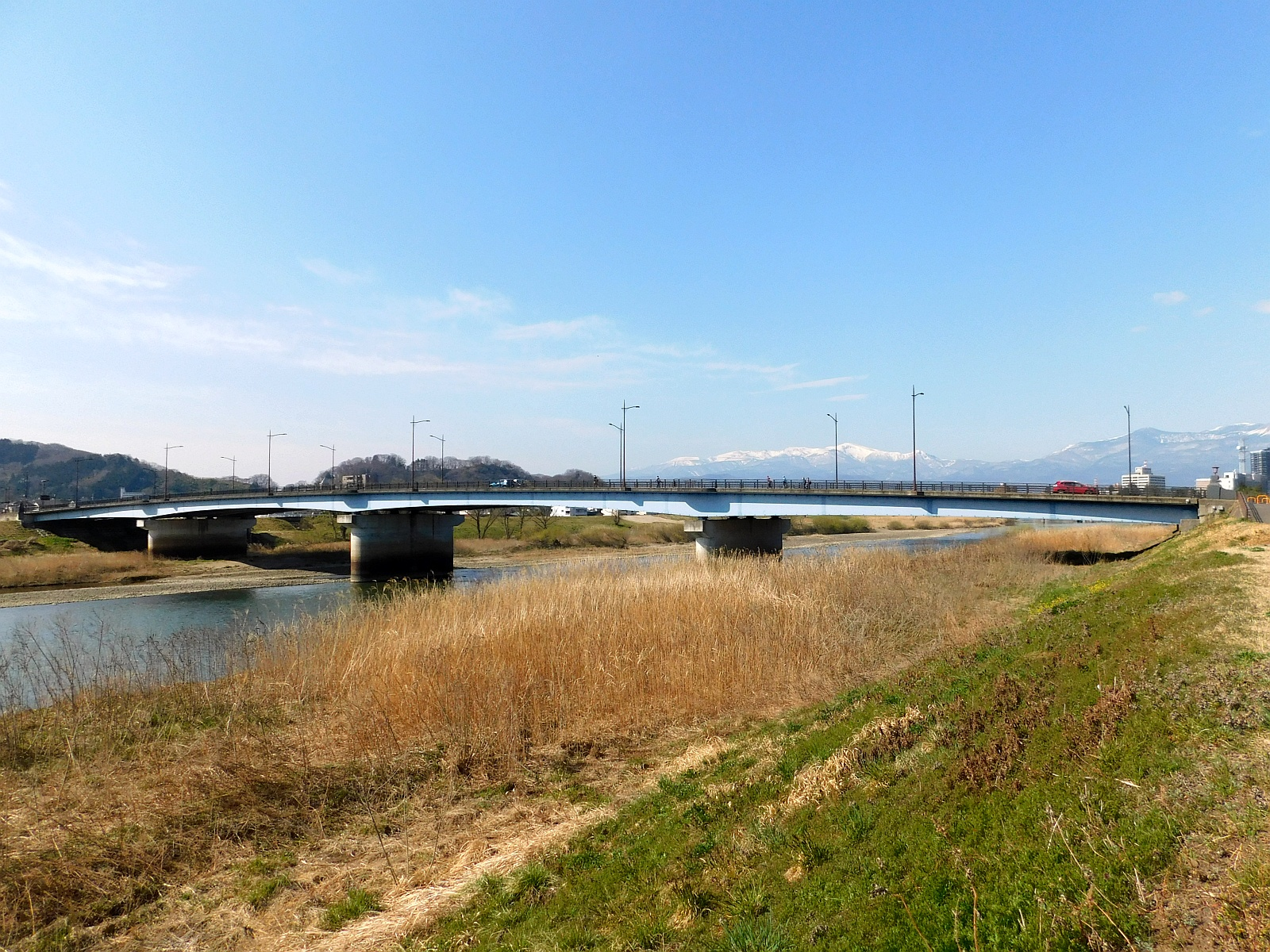
左岸下流側から見た渡利大橋

- 施工…三菱重工業・高田機工・宇野重工共同企業体[3]

渡利字石垣から字鉢森に跨り、旧国道114号などの福島市道を渡る跨道橋である。直下には渡利中山バス停留所や山之内集会所（旧山之内小学校跡地）がある。連続非合成箱桁橋としては比較的長い最大支間長を持ち、経済性、景観を配慮し変断面桁が採用されている。総工費は14億6700万円。

### トンネル

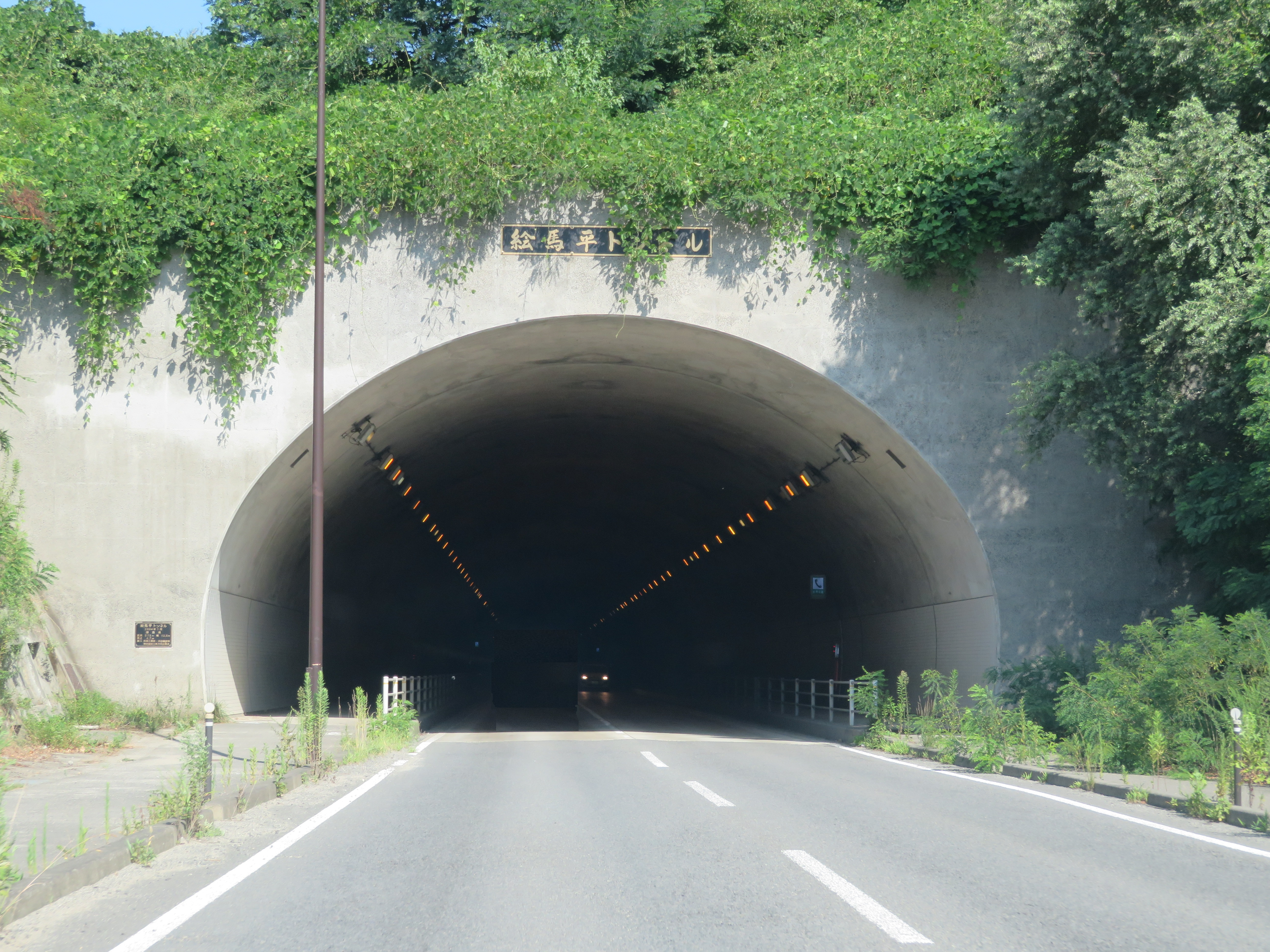
絵馬平トンネル
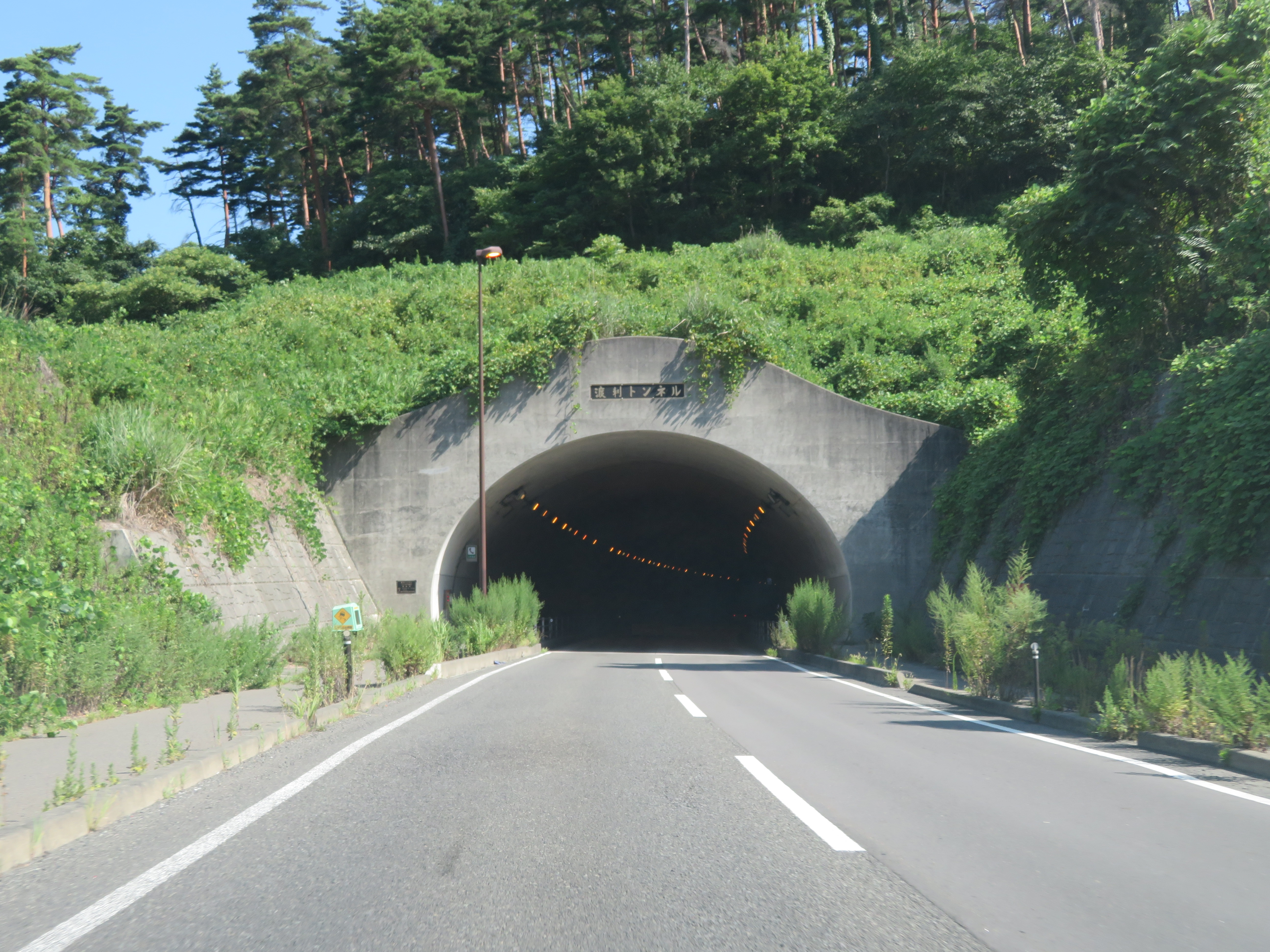
渡利トンネル

渡利トンネル
- 全長：650 m
- 幅員：6.5（12.5） m
- 有効高：4.7 m
- 工法：NATM工法（ミニベンチカット工法）
- 竣工：2001年7月
- 施工：佐藤工業・多田建設特定建設工事共同企業体[5]

渡利字土入から字経塚山に至る。国道改築事業として1997年度より建設された。1998年3月20日に起工式が行われ、2000年9月7日に貫通、2004年1月15日にバイパス開通に伴い供用が開始された。総工費は23億円。両側に歩道が設置されている。南詰には近隣に小倉寺千手観音が位置することから歩道橋が設置されている。
絵馬平トンネル
- 全長： 558 m
- 幅員：6.5（12.5） m
- 有効高：4.7 m
- 工法：NATM工法（上半先進ベンチカット工法・機械掘削方式）
- 竣工： 2004年1月
- 施工：佐藤工業・多田建設特定建設工事共同企業体[5]

小倉寺字藤附から渡利字吹上に至る。国道改築事業として2001年度より建設された。2001年11月6日に起工式が行われ、2003年5月23日に貫通、2004年1月15日にバイパス開通に伴い供用が開始された。総工費は22億円。両側に歩道が設置されている。南向台団地と北隣の希望ヶ丘団地の直下を貫く。南詰は福島市道黒岩小倉寺線との交差点であり、南向台団地への東側入口となっている。
- 絵馬平トンネル
- 渡利トンネル

## 接続路線
- 国道4号北町バイパス（豊田町　仲間町交差点）（起点）
- 福島県道309号岡部渡利線（渡利字川岸町）
- 福島県道308号山口渡利線（渡利字岩崎町）
- 福島市道10001号岩下金払線（旧国道114号）（渡利字金払）
- 福島県道306号大沢広表線（立子山字甚念坊）
- 国道114号 川俣・浪江方面（立子山字弥平田）（終点）

## 沿線
- 福島豊田町郵便局
- 福島県立福島東高等学校
- 福島成蹊高等学校
- ハシドラッグ腰浜店
- わたり病院
- 大蔵寺
  - 小倉寺千手観音
- 南向台団地